# گزاسیاهو
گزاسیاهو، روستایی از توابع بخش بنت شهرستان نیک‌شهر در استان سیستان و بلوچستان ایران است.

## جمعیت
این روستا در دهستان دستگرد قرار دارد و براساس سرشماری مرکز آمار ایران در سال ۱۳۸۵، جمعیت آن ۳۷ نفر (۶خانوار) بوده‌است.